# Karl-Fredrik Lostedt
Karl-Fredrik Lostedt, född 27 september 1906 i Stockholm, död 2 augusti 1990 i Lund, var en svensk ingenjör.
Lostedt, som var son till filaren Johan Magnus Olsson och Hilda Tullberg, flyttade 1910 tillsammans med föräldrarna till Göteborg, där han utexaminerades från Chalmers tekniska institut 1932. Han var ingenjör vid Mölndals stads byggnadskontor 1934, vid Trelleborgs stadsingenjörskontor 1935–1937 och amanuens vid Lantmäteristyrelsens stadsbyrå 1938. Han blev stadsingenjör i Umeå stad 1939, i Nyköpings stad 1943, i Östersunds stad 1945 och slutligen i Norrköpings stad, där han tjänstgjorde från 1949 till pensioneringen. Karl-Fredrik Lostedt är gravsatt i minneslunden på Fredentorps begravningsplats i Lund.